# Wesmaelius yukonensis
Wesmaelius yukonensis is een insect uit de familie van de bruine gaasvliegen (Hemerobiidae), die tot de orde netvleugeligen (Neuroptera) behoort. 
Wesmaelius yukonensis is voor het eerst wetenschappelijk beschreven door Klimaszewski & Kevan in 1987.